# Unterengstringen
Unterengstringen est une commune suisse du canton de Zurich.
Elle forme l'entité Engstringen avec Oberengstringen.

Photo aérienne par Walter Mittelholzer (1919).